# Fitz Péter
Fitz Péter (Budapest, 1950. április 28. – 2024. december 25.) Ferenczy Noémi-díjas magyar művészettörténész, szerkesztő, múzeumigazgató.

## Élete
Szülei: dr. Fitz Jenő régész és dr. Petres Éva régész.
1970 és 1975 között az Eötvös Loránd Tudományegyetem Bölcsészettudományi Karán, művészettörténet–történelem szakon szerzett diplomát.
1968–69-ben segédoperatőr a Magyar Televízióban, 1974–1993 között szerkesztő a Magyar Televízió képzőművészeti szerkesztőségében; képzőművészeti filmeket, műsorokat írt, szerkesztett. 1979–84 között a szombathelyi Savaria Múzeum textilgyűjteményének vezetője, a Fal- és Tértextil Biennálék, a Nemzetközi Minitextil Biennálék és a Velemi Textilművészeti Alkotóműhely szervezője. 1993–94-ben a Balkon képzőművészeti folyóirat egyik alapító szerkesztője. 1994-től 2015. áprilisig a Fővárosi Képtár igazgatója, kortárs kiállítások kurátora; képzőművészeti könyvek, katalógusok írója és szerkesztője. 1993–2001 között a Kortárs Magyar Művészeti Lexikon főszerkesztője; 2021-től a Fészek Galéria vezetője, a Fészek Művészklub megbízott alelnöke. 
A Kállai Ernő Kör elnöke (1989–99), a Műkritikusok Nemzetközi Szövetségének (AICA) tagja, a magyar nemzeti bizottság titkára (1993–99), 2004–2005-ben a vezetőség tagja. 2002–2008 a Színház- és Filmművészeti Egyetem tanára. 2005-ben az 51. Velencei Biennále magyar pavilonjának kurátora. 2006-tól az Art Universitas Program zsűritagja, 2007–2010 között a zsűri elnöke. 2011–2012 folyamán a Kaposvári Egyetem Művészeti karának tanára.
Kutatási területe a kortárs magyar képzőművészet.
A Széchenyi Irodalmi és Művészeti Akadémia 2024. december 9-én éves rendes közgyűlésén címzetes tagnak választotta.

## Fontosabb művei
- Textil textil nélkül (katalógus, Savaria Múzeum, Fiatal Művészek Klubja, 1979)
- Velemi Textilművészeti Alkotóműhely, 1978–1979; szerk. Mihály Mária, Fitz Péter; Vas Megyei Múzeumok Igazgatósága, Szombathely, 1980 (Vas megyei múzeumok katalógusai)
- 3. Nemzetközi miniatűrtextil biennálé. Savaria Múzeum, Szombathely. 1980. augusztus 1–szeptember 24. / 3rd International biennal of miniature textiles, 1980; szerk. Fitz Péter; Vas Megyei Múzeumok Igazgatósága, Szombathely, 1980 (Vas megyei múzeumok katalógusai)
- Gobelin (Textilkunst, 80/4.Hannover, 150-153. p)
- Textil-Utopie (Textilkunst, 82/4. Hannover, 170-173. p)
- Velemi Textilművészeti Alkotóműhely. 1980–1981; szerk. Fitz Péter; Vas Megyei Múzeumok Igazgatósága, Szombathely, 1982; (Vas megyei múzeumok katalógusai)
- Gecser Lujza (katalógus, Műcsarnok, Budapest, 1984., 1-15.p)
- 5. Nemzetközi miniatűrtextil biennále. Savaria Múzeum, 1984. június 29–október 1. / 5th International biennial of miniature textiles. 29th June-1st October 1984; szerk. Fitz Péter; Vas Megyei Múzeumok Igazgatósága, Szombathely, 1984 (Vas megyei múzeumok katalógusai)
- 8. Fal- és tértextil biennále. Szombathely, Savaria Múzeum, 1984. június 29–október 1.; szerk. Fitz Péter; Vas Megyei Múzeumok Igazgatósága, Szombathely, 1984 (Vas megyei múzeumok katalógusai)

- A magyar textil kalandjai I–II. (Életünk, 1986/11. és 1986/ 12. sz. 1023-1038. p. és 1136-1152. p.)
- Velemi Textilművészeti Alkotóműhely, 1982–1983 / The Textile Workshop at Velem, 1982–1983; szerk. Torday Aliz, Fitz Péter; Vas Megyei Múzeumok Igazgatósága, Szombathely, 1989 (Vas megyei múzeumok katalógusai)

- Fejek. Beszélgetés Birkás Ákossal (Balkon, 1993/1. 26-29. p.)
- Joseph Kosuth a Velencei Biennále Magyar Pavilonjában – riport (Balkon, 1993/1. 21.)
- Gyarmathy Tihamér. Budapest, 1995. március 8–július 3.; szerk. Egry Margit, Fitz Péter, Lorányi Judit; Budapesti Történeti Múzeum Fővárosi Képtár, Budapest, 1995
- Birkás Ákos. Fővárosi Képtár, Kiscelli Múzeum, Budapest, 1994. november 10–december 11.; szerk. Fitz Péter, Fővárosi Képtár, Budapest, 1995
- Vance Kirkland festőművész. Kiscelli Múzeum, 1997. április 24–június 1.; szerk. Fitz Péter; Fővárosi Képtár, Budapest, 1997 (Fővárosi Képtár katalógusai)
- A semmi öröme. Fővárosi Képtár, Kiscelli Múzeum. 1998. június 5–július 26.; szerk. Fitz Péter; Fővárosi Képtár–Kiscelli Múzeum, Budapest, 1998 (Fővárosi Képtár katalógusai)
- Nádor Judit: Végtelen teremtés. Kiállítási katalógus. Fővárosi Képtár, Kiscelli Múzeum, Budapest, 1999. november 11.–december 12.; szerk. Fitz Péter; BTM, Budapest, 1999 (Fővárosi Képtár katalógusai)

- Kortárs Magyar Művészeti Lexikon(I. kötet, főszerk., Enciklopédia Kiadó, 1999., 775 o., ISBN 963847744X)
- Kortárs Magyar Művészeti Lexikon (II. kötet, főszerk., Enciklopédia Kiadó, 2000., 990 o., ISBN 9638477458)
- Kortárs Magyar Művészeti Lexikon III. kötet (főszerk., Enciklopédia Kiadó, Budapest, 2001, 974 o., ISBN 9638477466
- Fitz Péter–Földényi F. László–Kertész Imre: Gábor Áron (Art-Craft Stúdió, 2000., 121 o., ISBN 9630050552)
- Fehér László (album, Lenox Media, Budapest, 2001)
- Lencsés Ida: Primer tekercs; tan. Fitz Péter, Szegő György, Lencsés Ida; Lencsés Ida, Budapest, 2001
- Nánay Szilamér: Meditációk egy feltételezett evolúció lehetőségéről, 1979–2001; tan. Fitz Péter, Nagy Imre, Schenk Lea; LP Invest Kft., Szeged, 2001
- Szombathelyi textilbiennálék, 1970–2000; szöv. Mihály Mária, Fitz Péter, Wehner Tibor, előszó Gálig Zoltán; Szombathelyi Képtár, Szombathely, 2002
- A Fővárosi Képtár története és gyűjteménye, 1945–2003; szerk. Sasvári Edit, Fitz Péter, szöv. Fitz Péter, Földes Emília, Mattyasovszky Péter; Fővárosi Képtár, Kiscelli Múzeum, Budapest, 2003 (Fővárosi Képtár katalógusai)

- Balázs Kicsiny: An Experiment in navigation; Kicsiny Balázs: Navigációs kísérlet, (Praesens, 2005/2.)
- Experiment in navigation. Miner, Sailor, Diver, Priest and Traveller with Anchor, skis and Chain; Esperimenti di navigazione. Minatore, marinaio, sommozzatore, paroco, viaggatore con l’ancora, con gli sci e con le catene; Navigációs kísérletek. Bányász, matróz, búvár, plébános, utazó horgonnyal, sível és lánccal (Kicsiny Balázs Navigációs kísérlet. Az 51. Nemzetközi Képzőművészeti Kiállítás, Velence, kat., Műcsarnok, 2005., 101-159. o.)
- Konok Tamás: A gondolatmenet struktúrája. Fővárosi Képtár, Kiscelli Múzeum Templomtér, 2009. július 2–augusztus 12.; tan. N. Mészáros Júlia, Fitz Péter; Fővárosi Képtár, Kiscelli Múzeum, Budapest, 2009 + CD-ROM (Fővárosi Képtár katalógusai)

- Ardai Ildikó (monográfia) Magyar Képek Kiadó, 186 o. 2013, ISBN 9789639439757
- Art on lake – művészet a tavon. 2011. május 24–szeptember 4., Városligeti csónakázótó; szerk. Bodó Katalin, Fitz Péter; Szépművészeti Múzeum, Budapest, 2011 (angolul is)
- Folytatás. Új szerzemények a Fővárosi Képtárban, 1996–2012. Fővárosi Képtár – Kiscelli Múzeum, Templomtér, 2012. augusztus 30–szeptember 30.; szerk. Fitz Péter; Fővárosi Képtár, Kiscelli Múzeum, Budapest, 2012 (Fővárosi Képtár katalógusai)

- Plakate (Péter Pócs Plakate, Posters & Ideas, katalógus, Galeria Kombetare e Arteve, Tirana, 2014., 3-6. o.)
- A mecénás főváros – A Fővárosi Képtár (kat., 1-11. o., Fővárosi Képtár katalógusai 155. 2014, ISBN 9786155341113)

- Installációk a Fővárosi Képtárban 1992–2014 Fővárosi Képtár katalógusai 157. 2014. ISBN 9786155341151
- Nyughatatlan természet vagyok… Beszélgetés Szilvitzky Margittal 85. születésnapja okán (Új Művészet, 2016. február-március, 20-23. o.),
- Záborszky Gábor: Fúgák. Guida – Riposta – Repercussio, (Ludwig Múzeum, 2016,  6-23.o.)
- Siliconvalse. Hungarian Reality (kat. Dúm uméni mésta, Brno, 8-17. o., 2017)
- Velem, velem. Személyes történet 1977–1983, (A kísérleti textil, konferencia, 2015.szeptember 29., Szombathelyi Képtár, 2017., 13-23. o.)
- Ki látott engem? (Lesznai Anna és Zoób Kati), Balatonfüred, Vaszary villa (Műértő, 21. évf. 2018/12-2019)
- Keretek között. A hatvanas évek művészete Magyarországon 1958–1968 (Books, 2019. Tavasz-Nyár, 103-106. o.)
- A különutazás terei (Ujházi Péter kiállítás és könyv), Székesfehérvár, Csók Képtár (Műértő, 2020. 23. évf. 2. sz.)

## Díjai, elismerései
- A Művészeti Alap nívódíja (1988)
- SZOT-díj (1990)
- Ferenczy Noémi-díj (1995)
- Fitz József-könyvdíj (2000)
- Magyar Köztársasági Érdemrend tisztikeresztje (2005)